# Chicago-Marathon 2001
| 24. Chicago-Marathon    | 24. Chicago-Marathon               |
| ----------------------- | ---------------------------------- |
| Stadt                   | Chicago, Vereinigte Staaten        |
| Datum                   | 7. Oktober 2001                    |
| Distanz                 | 42,195 Kilometer                   |
| Sieger                  |                                    |
| Männer                  | Benedict Muli Kimondiu (2:08:52 h) |
| Frauen                  | Catherine Ndereba (2:18:47 h)      |
| ← Chicago-Marathon 2000 | Chicago-Marathon 2002 →            |
| Website                 | Offizielle Website                 |

Der Chicago-Marathon 2001 (offiziell: LaSalle Bank Chicago-Marathon 2001) war die 24. Ausgabe der jährlich stattfindenden Laufveranstaltung in Chicago, Vereinigte Staaten. Der Marathon fand am 7. Oktober 2001 statt.
Bei den Männern gewann Benedict Muli Kimondiu in 2:08:52 h, bei den Frauen Catherine Ndereba in 2:18:47 h.

## Ergebnisse

### Männer
| Platz | Athlet                 | Land               | Zeit (h) |
| ----- | ---------------------- | ------------------ | -------- |
| 01    | Benedict Muli Kimondiu | Kenia              | 2:08:52  |
| 02    | Paul Tergat            | Kenia              | 2:08:56  |
| 03    | Peter Githuka          | Kenia              | 2:09:00  |
| 04    | Mohamed Ouaadi         | Frankreich         | 2:09:26  |
| 05    | Noriaki Igarashi       | Japan              | 2:09:35  |
| 06    | Rod De Haven           | Vereinigte Staaten | 2:11:40  |
| 07    | Ondoro Osoro           | Kenia              | 2:11:44  |
| 08    | Shaun Creighton        | Vereinigte Staaten | 2:11:54  |
| 09    | Mitsunori Hirayama     | Japan              | 2:12:25  |
| 10    | Simon Mphulanyane      | Südafrika          | 2:12:44  |

### Frauen
| Platz | Athletin            | Land               | Zeit (h)   |
| ----- | ------------------- | ------------------ | ---------- |
| 01    | Catherine Ndereba   | Kenia              | 2:18:47 WR |
| 02    | Elfenesh Alemu      | Äthiopien          | 2:24:54    |
| 03    | Kerryn McCann       | Australien         | 2:26:04    |
| 04    | Małgorzata Sobańska | Polen              | 2:26:08    |
| 05    | Nives Curti         | Italien            | 2:28:59    |
| 06    | Kayoko Obata        | Japan              | 2:32:19    |
| 07    | Ichiyo Naganuma     | Japan              | 2:34:02    |
| 08    | Anne van Schuppen   | Niederlande        | 2:41:51    |
| 09    | Karin Schön         | Schweden           | 2:42:27    |
| 10    | Kelly Keeler        | Vereinigte Staaten | 2:43:06    |